# Nyúlfarkfű
A nyúlfarkfű (Sesleria) a perjevirágúak (Poales) rendjébe tartozó perjeformák (Pooideae) egyik, Magyarországon is elterjedt nemzetsége több mint száz fajjal. Magyarországon is elterjedt, különösen hegyvidéki területeken találkozhatunk vele. A nemzetség fajai jellemzően évelő fűfélék, amelyek sziklagyepek, mészkő- és dolomitsziklák, valamint alpesi rétek gyakori növényei.
A nyúlfarkfű fajai jól alkalmazkodtak a száraz és sziklás környezethez. Legtöbbjük szűk ökológiai igényeket támaszt, ezért elterjedésük gyakran korlátozott. Szerepük jelentős a talajerózió megakadályozásában, mivel gyökérzetük hatékonyan köti meg a talajrétegeket.

## Megjelenése
A nyúlfarkfű fajokra jellemző a kompakt, bokros növekedés, valamint az apró, hengeres virágzat, amely gyakran halványkékes vagy lilás árnyalatú. A levelek keskenyek, gyakran merevek és szürkészöld színűek, amely az aszályos környezethez való alkalmazkodást segíti.

### Élőhelyek és ökológiai szerep
A nyúlfarkfű fajai Európa-szerte elterjedtek, különösen a mérsékelt éghajlati övezetben. Magyarországon gyakori faj például a dolomitnyúlfarkfű (Sesleria sadleriana), amely kizárólag a Kárpát-medencében található, így jelentős természetvédelmi értéket képvisel.

## Származása, elterjedése
Több fajának elterjedési területe is meglehetősen kicsi; egy-egy tájegységre korlátozódik. Ezek a fajok gyakorta vikariánsak. Néhány példa:
- budai nyúlfarkfű (Sesleria sadleriana) a Pilisben és a Budai-hegységben endemikus;
- magyar nyúlfarkfű (Sesleria hungarica) a Bükk-vidéken
- erdélyi nyúlfarkfű (Sesleria heufleriana) a Kárpát-medence keleti részén
- tarka nyúlfarkfű (Sesleria albicans vagy (Sesleria varia) a Kőszegi-hegységben, Csereháton, Bükk-vidéken.

## Életmódja
Jellemzően a sziklás hegyvidékek növénye; többnyire sziklagyepekben nő.
A törpe nyúlfarkfű (Sesleria disticha) a havasi tetőkön gyepalkotó. A lápi nyúlfarkfű (Sesleria caerulea, Sesleria uliginosa) — amint erre magyar neve is utal — a meszes lápréteken társulásalkotó; Magyarországon főképp a Dunántúlon.